# 内蒙古银行
內蒙古银行股份有限公司，簡稱內蒙古银行，总部位于中国内蒙古自治区呼和浩特市，成立于1999年11月19日，名称最初为呼和浩特市商业银行，或者呼和浩特市商業銀行股份有限公司，属地方性城市商业银行。2009年，更名为内蒙古银行，并启用新行标。

## 外部連結
- 內蒙古銀行股份有限公司 （页面存档备份，存于）